# Carl Bertil Myrsten
Carl Bertil Myrsten, född 1 maj 1920 i Slite, Othems församling, Gotlands län, död 28 juli 2000 i Saltsjöbadens församling, Stockholms län, var en svensk direktör och redare.

## Biografi
Myrsten var son till skeppsredaren Gustaf Myrsten och Märta Löfvenberg och bror till Robert Myrsten. Han tog studentexamen i Visby 1940 och gick på Frans Schartaus Handelsinstitut 1943. Han tog reservofficersexamen 1945 och bildade 1947 Rederi AB Slite tillsammans med tre av sina syskon. Han var verkställande direktör i detta bolag, som från 1959 drev färjetrafik mellan Sverige och Finland, från 1966 inom marknadsföringsbolaget Viking Line. Rederi AB Slite gick i konkurs 1993.
Myrsten var medlem av Neptuniorden och vice ordförande för Gotlands gille. 
Carl Bertil Myrsten gifte sig 1948 med Britt-Marie Rodhe (1920–2020), dotter till kamrer Esaias Rodhe och Mia Nosslin. Han är far till Charlotte (född 1949), Gerd (född 1951), Elise (1953–2018)  och Gustaf (född 1956).
Han är begravd på Othems kyrkogård på Gotland tillsammans med föräldrarna sjökapten Johan Gustaf Myrsten (1877–1946) och Maria, ogift Löfvenberg (1884–1956).